# Bernhard Aurelius
Anton Bernhard Aurelius, född 29 oktober 1866 i Stockholm, död 18 mars 1953 i Linköping, var en svensk läkare.
Aurelius blev student i Uppsala 1885, medicine kandidat vid Karolinska Institutet 1893 och medicine licentiat där 1898. Han var biträdande provinsialläkare i Umeå distrikt 1900–1911, järnvägsläkare vid bandelen Umeå–Vännäs–Trehörningsjö 1900–1914 och förste provinsialläkare i Västerbottens län 1912–1914. Han var förste provinsialläkare i Hallands län från 1914 till 1931, då han erhöll avsked med pension, men verkade som läkare vid kronohäktet i Halmstad från 1932. Han var medlem av hälsovårdsnämnden i Umeå stad, direktionen för Umeå lasarett, direktionen för Apelvikens kustsanatorium i Varberg, järnvägsläkare vid Halmstad–Bolmens Järnväg sedan 1916 och läkare vid Halmstads högre allmänna läroverk för flickor sedan 1917. Han var ordförande i Hallands läns läkareförening 1917.